# Pool bit boys
pool bit boys(PB2)는 일본의 2인조 음악 그룹이다.